# Zvegor, Șumen
Zvegor (în bulgară Звегор) este un sat în comuna Hitrino, regiunea Șumen,  Bulgaria. 

## Demografie
Componența etnică a satului Zvegor
     Turci (98,14%)
     Romi (1,11%)
     Nicio identificare (0,74%)
     Altele (0%)
La recensământul din 2011, populația satului Zvegor era de 269 locuitori. Din punct de vedere etnic, majoritatea locuitorilor (98,14%) erau turci, cu o minoritate de romi (1,11%). Pentru 0,74% din locuitori nu este cunoscută apartenența etnică.